# 布施市の地名
本項布施市の地名（ふせしのちめい）では、大阪府布施市（現・東大阪市西部）の町名や大字名を中心に、本市の成立から廃止されるまでの期間における、地名の変遷について記述する。

## 町字名の変遷
布施市は1937年（昭和12年）、中河内郡長瀬村・小阪町・楠根町・意岐部村・弥刀村・布施町が合併することにより成立。

### 成立当初の町字名
旧意岐部村
- 荒本
- 新家
- 御厨
- 菱屋中
- 菱屋東

旧楠根町
- 稲田
- 川俣
- 長田
- 西堤
- 橋本
- 藤戸新田

旧小阪町
- 上小阪
- 下小阪
- 中小阪
- 宝持

旧長瀬村
- 大蓮
- 柿花町3 - 4丁目（大蓮の一部より、1939年加美村に編入）
- 柏田
- 衣摺
- 北蛇草
- 長沢町4丁目（衣摺・大蓮の各一部より、1939年加美村に編入）
- 南蛇草
- 金岡
- 吉松

旧布施町
- 高井田
- 森河内
- 新喜多
- 荒川
- 永和
- 岸田堂
- 太平寺
- 東足代
- 菱屋西
- 大今里（1938年廃止）
- 腹見（1938年廃止）
- 矢柄（1938年廃止）

旧弥刀村
- 近江堂
- 友井
- 小若江

### 町字の設置
1937年（昭和12年）
- 足代1 - 3丁目（東足代・荒川の各一部より）
- 足代北2丁目（東足代・大今里の各一部より、1938年1丁目が成立）
- 荒川1 - 3丁目（荒川・東足代・永和・太平寺の各一部より）
- 永和1 - 3丁目（永和・荒川の各一部より）
- 三ノ瀬1 - 2丁目（東足代・荒川の各一部より）
- 高井田中1丁目（荒川・高井田・森河内の各一部より、1938年2 - 6丁目が成立）
- 高井田東1 - 4丁目（高井田の一部より）
- 高井田本通1丁目（荒川・高井田・森河内の各一部より、1938年2 - 6丁目が成立）
- 長栄寺1 - 2丁目（高井田・荒川・永和の各一部より）
- 長堂1 - 3丁目（東足代・高井田・荒川・永和の各一部より）

1938年（昭和13年）
- 岸田堂北1丁目（岸田堂・腹見の各一部より）
- 岸田堂西1丁目（岸田堂・矢柄・腹見の各一部と大阪市生野区巽矢柄町の一部より、1964年2丁目が成立）
- 高井田西1 - 6丁目（高井田の一部より）
- 森河内西1 - 2丁目（森河内・高井田の各一部より）
- 森河内東1 - 2丁目（森河内・新喜多の各一部より）
- 森河内本通1 - 3丁目（高井田・森河内の各一部より）

1940年（昭和15年）
- 俊徳町1 - 5丁目（北蛇草の一部より）
- 寺前町（北蛇草の一部より）

1941年（昭和16年）
- 上小阪町1 - 3丁目（上小阪・宝持の各一部より）

1943年（昭和18年）
- 小阪川島町（中小阪・上小阪・宝持の各一部より）
- 小阪松花町（中小阪・上小阪・宝持の各一部より）
- 小阪河原町（中小阪・宝持の各一部より）

1946年（昭和21年）
- 横沼町1 - 3丁目（吉松・北蛇草の各一部より）

1952年（昭和27年）
- 島町（森河内・藤戸新田野各一部より）
- 古川町（森河内・川俣・稲田の各一部より）

1955年（昭和30年）
- 足代新町1 - 2丁目（足代北1 - 2丁目・東足代の各一部より）
- 小阪本町1 - 3丁目（中小阪・下小阪の各一部より）

1955年頃
- 弥刀源氏ケ丘（直前不詳）

1964年（昭和39年）
- 寿町（岸田堂・北蛇草の各一部と大阪市生野区巽矢柄町の一部より）
- 岸田堂南町（岸田堂・北蛇草の各一部より）

1966年（昭和41年）
- 荒本西1 - 3丁目（荒本・新家の各一部より）
- 西堤学園町1 - 3丁目（西堤・川俣の各一部より）
- 西堤楠町1 - 3丁目（川俣・西堤の各一部より）
- 西堤町（西堤・川俣の各一部より）
- 西堤本通西1 - 3丁目（川俣・西堤・新喜多・御厨・菱屋西の各一部より）
- 西堤本通東1 - 3丁目（西堤・川俣の各一部より）
- 御厨北ノ町（御厨の一部より）
- 御厨西ノ町（御厨・西堤・川俣の各一部より）
- 楠根1 - 3丁目（稲田・長田の各一部より）
- 新家中町（新家・長田の各一部より）
- 新家西町（新家の一部より）
- 新家東町（新家・長田の各一部より）

1967年（昭和42年）、河内市・枚岡市と合併し、布施市廃止。新設の東大阪市の一部となる。

## 参考資料
- 角川日本地名大辞典 27 大阪府（1983年、角川書店）